# Ilutalik Island
Ilutalik Island är en ö i Kanada.   Den ligger i territoriet Nunavut, i den östra delen av landet, 2 700 km norr om huvudstaden Ottawa. Arean är 16,1 kvadratkilometer.
Terrängen på Ilutalik Island är lite kuperad. Öns högsta punkt är 437 meter över havet. Den sträcker sig 7,0 kilometer i nord-sydlig riktning, och 5,1 kilometer i öst-västlig riktning.
Trakten runt Ilutalik Island består i huvudsak av gräsmarker.